# Perl
Perl este un limbaj de programare dinamic, procedural, creat de Lary Wall în 1987. Perl împrumută caracteristicile limbajelor C, shell, AWK, sed, Lisp și ale multor alte limbaje într-o măsură mai mică.
O caracteristică importantă care deosebește Perl de alte limbaje este faptul că beneficiază de un repository numit CPAN ce conține module open-source bine documentate. Utilizarea CPAN pentru re-folosirea codului deja
scris este încurajată.

## Prezentare generală
Conform paginii de manual perlintro(1)
Perl este un limbaj de programare generic inițial dezvoltat pentru manipularea de text și în prezent folosit pentru o gamă largă de aplicații inclusiv administrarea de sisteme, dezvoltare web, aplicații de rețea, interfețe grafice și altele.
Limbajul intenționează să fie practic, ușor de folosit, eficient, complet. Caracteristicile principale sunt ușurința de utilizare, suport pentru programare procedurală și obiectuală, are integrat un suport puternic pentru procesarea de text și o colecție mare de module provenite de la terți.

### Design
Designul Perl poate fi înțeles ca un răspuns la trei mari tendințe în industria calculatoarelor: scăderea prețurilor la hardware, creșterea costurilor
de dezvoltare, îmbunătățiri în tehnologia compilatoarelor. Multe limbaje apărute înainte, cum ar fi Fortran sau C au fost concepute pentru a utiliza eficient resursele hardware scumpe la momentul respectiv.
Perl are multe caracteristici care ușurează sarcina programatorului cu prețul unei mai mari utilizări a procesorului și a memoriei. Acestea includ un garbage collector , tipuri dinamice, string-uri, liste, expresii regulate și o funcție eval().
În Perl se pot implementa elemente de programare functională(Higher Order Perl) și programare orientata pe obiect(Object oriented Perl).

### Comunitate
Limbajul Perl și-a format o comunitate relativ mare.
Site-ul Perlmonks.org e un forum dar și o sursa de informații referitoare la Perl, conține o serie de tutoriale foarte detaliate.
De asemenea, pe IRC există câteva canale care au ca subiect limbajul Perl. Aceste canale oferă suport pentru limbajul Perl sau pentru anumite module.
| Retea IRC                     | Canale                                               |
| ----------------------------- | ---------------------------------------------------- |
| FreeNode ( irc.freenode.net ) | #poe , #perl , #cbstream , #perlcafe                 |
| irc.perl.org                  | #moose , #poe , #catalyst , #dbix-class , #perl-help |
| irc.oftc.net                  | #perl                                                |
| irc.efnet.net                 | #perlhelp                                            |

### Implementare
Următoarele implementări de Perl sunt disponibile:
- Strawberry Perl
- Vanilla Perl
- ActiveState Perl
- Alte distributii

Installer pentru Perl și alte pachete
- Camelbox

### Disponibilitate

LAMP poate cuprinde și Perl

Perl este disponibil pe sistemele de operare Windows, *UNIX, Linux și Mac OS X.

## Structura Limbajului

### Program exemplu
```
#
!/usr/bin/perl
print "Hello, world!\n";
```

### Tipuri de date
- Scalari

```
$a = 12;
$b = 'foo';
$c = 3.14324324234;

```

- - Referințe către scalari , liste și hash-uri

- Liste(sau Array)
  - anonime

```
  ('a','foo',123)
  
```

- Referința la o lista în următorul mod

```
  my @lista = (1,2,3);
  my $referinta_la_lista = \@lista;
  
```

- Hash(cu chei unice)

```
%hash = (
  foo => 'bar' ,
  tar => 123 , 
)

```

- blessed-hashes , blessed-scalars. Cu aceste tipuri de date se pot construi obiecte și deci OOP.[4][5][6][7][8]

### Structuri de control
- for(@lista){...} sau for my $iter(@lista){ $iter...} sau expr for expr sau for($i=0;$i<$j;$i++){...}
- foreach(@lista){...}
- while(expr){...} sau expr while expr;
- until(expr){...} sau expr until expr;
- if(expr)
- unless(expr) - acealsi lucru cu if(!expr)
- grep {block} (lista) ( returnează doar elementele din lista pt care block e evaluat true)
- map { block } (lista) ( returnează o lista cu valorile returnate de block pentru fiecare element din lista)
- each pentru iterarea unui hash după tuplu (cheie,valoare)
- given/when este varianta de switch din C/C++ a lui Perl , introdusa in Perl 5.10
- sort { comparator } (array) . sortează o listă după funcția "comparator" care returnează -1,0,1 în funcție de $a și $b care sunt variabilele comparate
- next , continue
- shift , unshift , push , pop sunt operații pentru liste/stive în Perl
- eval(expr). În cazul în care expresia expr produce o eroare, aceasta e stocată în $@

Toate structurile repetitive pot fi antepuse sau postpuse în Perl.
Observație: În Perl do nu este structură de control repetitivă.

### Subrutine
- Se declară cu

```
sub _numele_subrutinei_ {
 # code here
}

```

- Se apelează cu

```
_numele_subrutinei_( _parametri_ );

```

- În subrutină parametrii se regăsesc în @_

Ei pot fi accesați cu @_[index] sau $_[index].
- Exemplu

```
#!/usr/bin/perl

use strict;
use warnings;

display('foo');

sub display {
    my $message = shift; 
      # shift se face implicit pe @_
      # o alta metoda e: my ($message) = @_
   print $message;
}

```

Observație: nu e obligatoriu ca subrutina să fie definită înaintea apelului acesteia (ca în cazul C-ului de exemplu)
În general dacă sunt mai mulți parametri se poate folosi
```
sub display {
     my ($param1,$param2,$param3) = @_;
}

```

### Interfețe pentru baze de date
DBI
```
use DBI;

my $dbh = DBI->connect($data_source, $username, $auth, \%attr); // conectarea la o bază de date
my $query = $dbh->do("query");
// sau
my $query = $dbh->prepare("query");
$query->execute($argumente);

```

### Module importante Perl
- Framework pentru OOP Moose
- Framework-uri web
  - Catalyst
  - CGI::Application
  - Dancer
  - Mojolicious Arhivat în 15 decembrie 2015, la Wayback Machine.
- Framework pentru programare concurentă POE
- ORM pentru Perl DBIx::Class
- Motor de templetizare TT
- Module pentru serializarea structurilor de date(folositoare printre altele și pentru debugging) Data::Dumper Data::Dump::Streamer Data::TreeDumper
- Modul pentru extragerea informațiilor din fișiere format HTML/XML HTML::TreeBuilder HTML::TreeBuilder::XPath
- Modul pentru automatizare pagini web WWW::Mechanize Gungho

### Contra
Perl este deseori criticat ca fiind 'line-noise' pentru că structura limbajului poate produce
cod aparent ilizibil. Există concursuri de Perl golf( 1 Arhivat în 24 august 2009, la Wayback Machine. , 2 Arhivat în 13 ianuarie 2012, la Wayback Machine. ), și Perl obfu.

## Hiperlegături
- en  Pagina de manual
- en  Perlmonks.org
- en  Știri din comunitatea Perl
- en  articole Perl perl.com Arhivat în 25 septembrie 2009, la Wayback Machine.
- en  Implementarea Rakudo a limbajului Perl6
- de  Forum Perl(in limba germana)
- ro  Expresii regulate in Perl Arhivat în 30 septembrie 2009, la Wayback Machine.
- ro  Expresii regulate in Perl (Sabin Corneliu Buraga, Victor Tarhon-Onu) Arhivat în 12 septembrie 2011, la Wayback Machine.